# W- og Z-bosoner
I partikelfysik er W- og Z-bosoner vektorbosoner, der sammen er kendt som de svage bosoner eller mere generelt som de mellemliggende vektorbosoner . Disse elementære partikler medierer den svage interaktion; de respektive symboler er W+, W− og Z0. W± bosonerne har enten en positiv eller negativ elektrisk ladning på 1 elementær ladning og er hinandens antipartikler. Z0-bosonen er elektrisk neutral og er dens egen antipartikel. De tre partikler har et spin på 1. W±
-bosonerne har et magnetisk moment", mens Z0 ikke har. Alle disse tre partikler har en meget lille halveringstid på ca. 3{\displaystyle *}10-25 s. Deres eksperimentelle opdagelse var afgørende for at etablere det, der nu kaldes standardmodellen for partikelfysik.
W bosonerne er opkaldt efter den svage kraft (engelsk: weak). Fysikeren Steven Weinberg kaldte den yderligere partikel "Z-partiklen", og forklarede senere, at det var den ekstra partikel, som modellen manglede. W-bosonerne var allerede blevet navngivet, og Z-bosoner blev opkaldt efter at have en elektrisk ladning på nul (engelsk: zero).
De to W bosoner er verificerede formidlere af neutrinoabsorption og -emission. Under disse processer, forsager W±-boson ladningen elektron- eller positronemission eller -absorption og forårsager dermed nuklear transmutation .
Z-bosonen medierer overførsel af impuls, spin og energi, når neutrinoer spredes elastisk fra stof (en proces, der bevarer ladning). En sådan opførsel er næsten lige så almindelig som uelastiske neutrinointeraktioner og kan observeres i boblekamre ved bestråling med neutrinostråling. Z-bosonen er ikke involveret i absorption eller emission af elektroner eller positroner. Hver gang en elektron observeres som en ny fri partikel, der pludselig bevæger sig med kinetisk energi, udledes det at være et resultat af en neutrino, der interagerer direkte med elektronen, da denne opførsel sker oftere, når neutrinostråling er tilstede. I denne proces rammer neutrinoen elektronen, hvorefter neutrinoen bevæger sig væk fra den og overfører noget af sin impuls til elektronen. 